# Arjen Kamphuis
Arjen Kamphuis (Groninga; 26 de enero de 1972) fue un experto en ciberseguridad y hacktivista neerlandés. Abordó temas como los estándares abiertos y el software libre, las elecciones seguras y un gobierno consciente de las tecnologías de la información y capacitado para ello, con el fin de proteger la libertad de expresión y la democracia. Desde que Edward Snowden filtró información altamente clasificada de la Agencia de Seguridad Nacional (NSA) en 2013, se dedicó especialmente a proteger a los periodistas de investigación. Escribió el libro Information security for investigative journalists con el coautor Silkie Carlo, director de Big Brother Watch.

## Carrera
Kamphuis fue cofundador y director de Tecnología de Gendo. Kamphuis estudió Ciencias Naturales en la Universidad de Utrecht y trabajó para IBM y Twynstra Gudde como arquitecto informático, formador y asesor de estrategia informática. Fue auditor certificado de EDP y especialista en seguridad de la información. Desde 2006 ha ayudado a proteger los sistemas de información de empresas, gobiernos nacionales y ONG. Su trabajo abarca desde el cumplimiento regular de la privacidad y la concienciación sobre la seguridad hasta la lucha contra el espionaje contra empresas, periodistas y gobiernos. Para mantenerse al día técnicamente, participó en la escena mundial de los hackers. Se mantuvo en contacto con antiguos empleados de agencias de espionaje y otros profesionales que trabajan en el frente de la protección de infraestructuras críticas. Trabajó en el impacto estratégico de los nuevos desarrollos tecnológicos y en el impacto social, económico y geopolítico de la ciencia y la tecnología.
En 2016, Kamphuis comenzó a trabajar para Brunel en Ámsterdam como asesor principal de seguridad de la información y, desde entonces, colaboró estrechamente con William Binney y Kirk Wiebe. El 11 de agosto de 2017, fue invitado con Binney a una conferencia de prensa en Austria, junto con Max Schrems y Thomas Lohninger para hablar sobre la vigilancia masiva en Austria. A finales de 2017 puso en marcha la empresa filial de Brunel Pretty Good Knowledge como director técnico. Bill Binney y Kirk Wiebe fueron cofundadores y contribuyeron en su función como directores de análisis.
Kamphuis ha participado en la formulación de políticas públicas de las IT en los ámbitos de los estándares abiertos y el código abierto para el gobierno y el sector público. Ha asesorado a altos directivos y administradores de empresas e instituciones públicas, a miembros del parlamento de varios países europeos y al gabinete neerlandés sobre las oportunidades que ofrecen los estándares abiertos y el software de código abierto para la economía del conocimiento europea y la sociedad en su conjunto. En el equipo de expertos de Plasterk asesoró sobre el (no) uso del voto electrónico en las elecciones.

## Vida personal
Kamphuis mantuvo una relación con Annie Machon, exagente de inteligencia del MI5 y denunciante de irregularidades, entre 2007 y 2014, viviendo en Düsseldorf y en Berlín. En 2016 se instaló en Ámsterdam. Fue un conferenciante internacional muy solicitado sobre temas de política tecnológica. Escribió sobre sus percepciones e ideas para el Huffington Post.

## Desaparición
En agosto de 2018, desapareció después de tener un incidente con un kayak en el fiordo cerca de Rognan (Noruega), concluyendo la policía noruega que Kamphuis pudo ahogarse. Su cuerpo no ha sido encontrado, si bien algunos objetos personales si que llegaron a las costas y recogidos por las autoridades. Tras su desaparición, los amigos de Kamphuis recopilaron un libro con una selección de sus artículos para el que el profesor Dr. B.P.F. (Bart) Jacobs, profesor del Centro Interdisciplinario para la Seguridad, la Privacidad y la Gobernanza de los Datos de la Universidad Radboud de Nimega (Países Bajos), escribió la introducción Arjen Kamphuis y la causa pública en el mundo digital.